# Лиза дел Джокондо
Лиза дел Джокондо (Lisa del Giocondo) (15 юни 1479 – 15 юли 1542 или около 1551), родена и известна също като Лиза Герардини (Lisa Gherardini) и Лиза ди Антонио Мария (Антонмария) Герардини (Lisa di Antonio Maria (Antonmaria) Gherardini), позната и като Лиза (Lisa) и Мона Лиза (Mona Lisa), е член на семейство Жерардини от Флоренция и Тоскана в Италия.
На нея е наречена картината „Мона Лиза“ – нейният портрет, поръчан от съпруга ѝ и нарисуван от Леонардо да Винчи по време на италианския ренесанс.
Малко е известно за живота на Лиза. Родена е във Флоренция и е омъжена за търговец на дрехи и коприна, който по-късно влиза в местната власт. Майка е на 6 деца. Лиза надживява съпруга си, който е значително по-възрастен от нея.
Няколко века след смъртта на Лиза нейният портрет става най-известната картина в света. В началото на 21 век става окончателно ясно, че Лиза Жерардини е моделът, използван за нарисуването на портрета.